# Wilhelminenthal (Waldhufen)
Wilhelminenthal ist eine wenige Häuser umfassende Siedlung im Landkreis Görlitz und gehört zur Gemeinde Waldhufen. Historisch gehört die Siedlung zu Ullersdorf, mit dem es zusammen 1938 nach Jänkendorf eingemeindet wurde. Mit Stand 2011 lebten 15 Personen in dem Ort. In den acht vorhandenen Wohngebäuden befanden sich neun Wohnungen und sieben gemeldete Haushalte. Das Durchschnittsalter der Bewohner lag bei 59,4 Jahren.

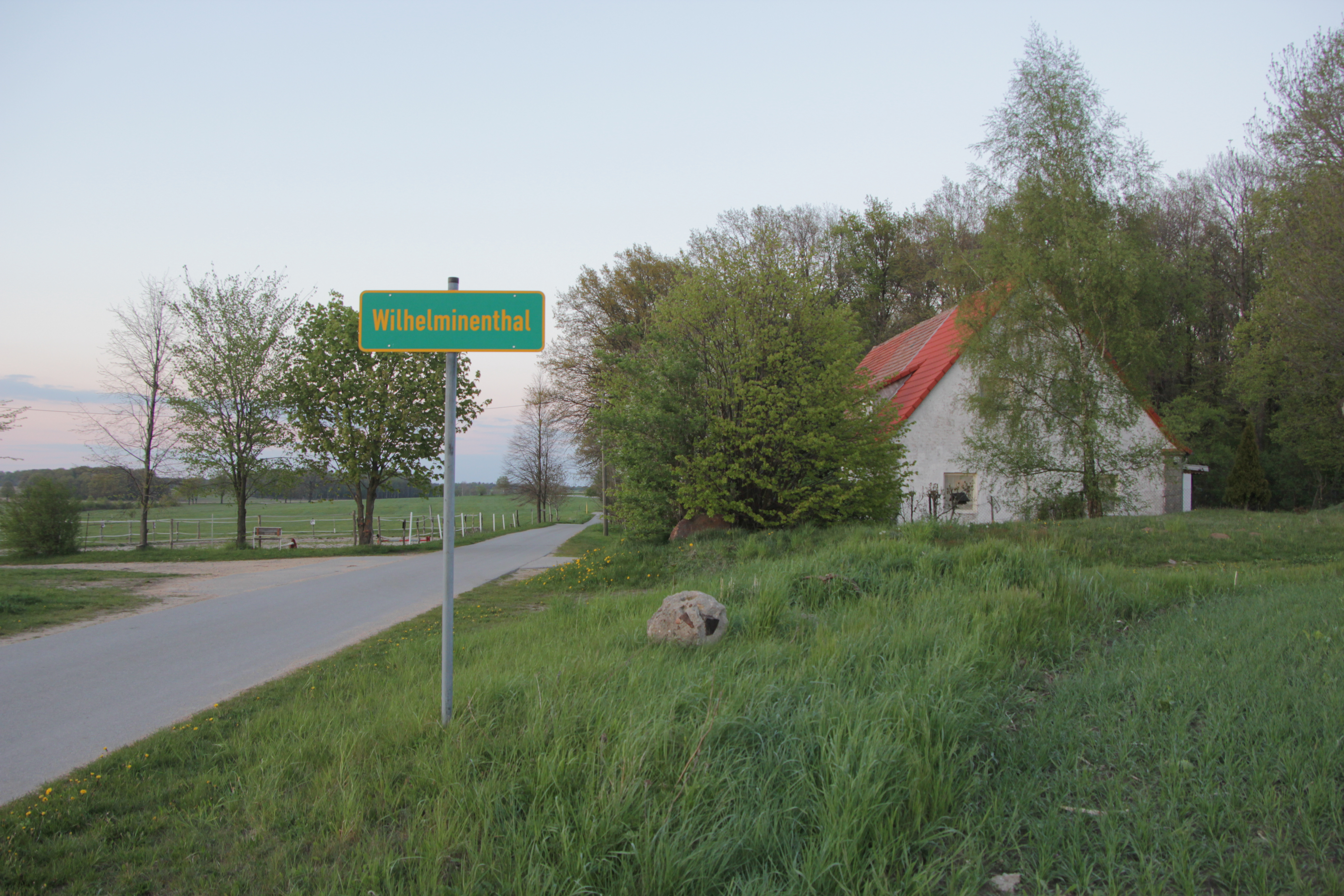
Südlicher Ortseingang von Wilhelminenthal, aus Richtung Ullersdorf aufgenommen

## Lage
Wilhelminenthal liegt zwei Kilometer östlich von Jänkendorf unweit der Bundesstraße 115.

## Geschichte
Die erste Erwähnung des heute zu Wilhelminenthal gehörenden Heinrichshofes ist auf 1717 datiert. Damals handelte es sich noch um einen einzelnen Hof, der Ort ist erst ab circa 1800 auf Karten verzeichnet. Bis dato wurde der Hof und einige wenige umliegende Häuser als Feldhäuser bezeichnet. 1802 erfolgte die Umbenennung. Wilhelmine Charlotte Helene von Nostitz aus dem Hause von Buch in Strelitz, geboren am 15. Mai 1765 verheiratet in Ullersdorf mit Johann Gottfried von Nostitz war damals die Namensgeberin. Sie und ihre Schwiegermutter kümmerten sich besonders um die jungen Mütter der Gemeinde. Am Poetenteich in Ullersdorf erinnern zwei Denkmäler an die beiden Frauen. Bereits im 17. Jahrhundert wurden auf dem Galgenberg, welcher sich im heutigen Ortsgebiet etwas abseits befindet, einige wenige Todesurteile vollstreckt, die im Zusammenhang mit Verbrechen in Jänkendorf und Ullersdorf standen.
Seit 1994 ist Wilhelminenthal als Ortsteil von Jänkendorf Teil der Gemeinde Waldhufen.